# Because of You (chanson de Nickelback)
Pour les articles homonymes, voir Because of You.
Singles de Nickelback
Feelin' Way Too Damn Good
(2004) See You at the Show
(2004)
Because of You est le douzième single du groupe Nickelback et le quatrième de l'album The Long Road sorti en 2003.

## Classements
| Classement (2004-2005)       | Meilleure position |
| ---------------------------- | ------------------ |
| États-Unis (Mainstream Rock) | 6                  |

## Liste des chansons
| 1.   | Because of You | 3:30 |
| 3:30 |                |      |